# Друзі з дітьми
«Друзі з дітьми» (англ. Friends with Kids) — американська кінокомедія Дженніфер Вестфелд, у якій вона разом з Адамом Скоттом зіграла головну роль, Реліз фільму відбувся 9 вересня 2011 року, на «широкі» екрани фільм вийшов 9 березня 2012 року в США та Канаді.

## Сюжет
Двоє найкращих друзів Джулі та Джейсон вирішують, що обоє хочуть дитину, але шлюб вважають повною маячнею. Відповідь на питання «то, що ж робити ?» знаходиться одразу, домовившись, що будуть приділяти не менше половини свого часу дитині, вони стають батьками своїй дитині. Все йшло ніби як і планувалось, в обох тепер є дитина, якій вони приділяють весь свій час та любов, а також обоє вільні від шлюбу, та можуть зустрічатись з будь ким.
Проте Джулі згодом розуміє, що їй зовсім не хочеться бути одній, тим більше вона помічає, що Джейсон починає їй подобатись як чоловік. Але в той момент, коли Джулі натякає, що не так тяжко бути разом, Джейсон (який був видатним бабієм) каже, що їм з Джулі так пощастило, що в них є дитина і що вони не сплять разом, їх не притягує один до одного і, якби вони були одружені, то він не міг би ходити на побачення з іншими жінками, і що взагалі він вже познайомився з черговою подружкою. Джулі, не зізнавшись в своїх почуттях, ніби погоджується з ним, але сама дуже засмутилась. Вона йде до своєї подруги Леслі, і та заспокоює її, а також на одній з зустрічей знайомить Джулі з Куртом, одинаком, що недавно розлучився з дружиною.
Все знову ніби стало на свої місця, Джейсон зі своєю новою подругою Мері Джейн насолоджуються життям, Джулі з Куртом також перестала бути самотньою. За старою традицією друзі їдуть на Новий Рік до гірськолижного курорту, щоб відсвяткувати разом. І за святковим столом відбувається непроста розмова. Давній товариш Джейсона та Джулі Алекс пропонує тост за них, тому що ніхто не вірив в угоду між ними, а ось через рік у них є чудовий малюк. Однак Бен, інший товариш, каже, що їх рішення було безвідповідальним, і як їх дитина буде відчувати себе, коли подорослішає та дізнається, що його батьки ніколи не кохали один одного, і це була лише угода, проте Джейсон каже, що він любить Джулі вже дев'ятнадцять років і це половина його життя, що в них однакові погляди на життя, що він знає все про неї, навіть з яким настроєм вона прокидається, і чи міг би він знайти кращу матір для своєї дитини?
Зворушена словами Джейсона, Джулі розуміє, що до сих пір має почуття до нього, та запрошує на свій День Народження лише його, щоб зізнатись в цих почуттях. Але коли вона зізнається в своїх почуттях, її знову чекає розчарування, Джейсон каже що дуже сильно любить її, але як друга. Після цих подій Джулі переїздить до іншого району міста, не змігши бути в одному домі з Джейсоном.

Але з плином часу після переїзду Джулі Джейсон розуміє, що єдина жінка яка його повністю розуміла, яка була завжди поруч, мала однакові погляди на життя була саме Джулі. Джейсон зустрічається в барі з Беном, з яким він посварився на Новий Рік, вони просять вибачення один в одного і Бен каже Джейсону, «що жити потрібно з тою, з якою ти б хотів бути у найгіршій ситуації». Джейсон усвідомлює, що він кохає Джулі і саме з нею хотів би бути.
Одного вечора Джейсон привозить сина до Джулі, малюк починає вередувати та просити, щоб саме тато вклав його в ліжко. Коли Джейсон вкладає його, він каже, що хоче, щоб тато ночував разом з ними. Джейсон відповідає, що дуже хотів би ночувати у них, але навчена попереднім досвідом Джулі категорично відмовляє Джейсону та просить його їхати. Доїхавши до світлофора Джейсон розуміє що не може бути без Джулі, розвертає автомобіль та повертається до її дому, де зізнається, що кохає її, та просить дати йому шанс і Джулі погоджується.

## У ролях
| Актор              | Роль       |
| ------------------ | ---------- |
| Адам Скотт         | Джейсон    |
| Дженніфер Вестфелд | Джулі      |
| Майя Рудольф       | Леслі      |
| Кріс О’Дауд        | Алекс      |
| Джон Гемм          | Бен        |
| Крістен Віг        | Міссі      |
| Меган Фокс         | Мері Джейн |
| Едвард Бернс       | Курт       |

## Номінації та нагороди
- 2012 — номінація «Casting Society of America, USA» в категорії «Видатні досягнення в галузі підбору акторів — Особливість — студії або незалежні Комедії»
- 2012 — номінація «Golden Trailer Awards» в категорії «Найкращий незалежний фільм»